# Wethau
Wethau es un municipio situado en el distrito de Burgenland, en el estado federado de Sajonia-Anhalt (Alemania), a una altitud de 170 metros. Su población a finales de 2015 era de unos 1000 habitantes y su densidad poblacional, 130 hab/km².
Se encuentra cerca de la frontera con el estado de Turingia, a la orilla del río Saale, un afluente por la izquierda del río Elba.